# Rose Villain
Rose Villain, de son vrai nom Rosa Luini, née le 20 juillet 1989 à Milan, est une chanteuse italienne.
Rose Villain a sortie trois albums : Radio Gotham (2023), RADIO SAKURA (2024) et le plus récent, sorti en mars 2025, radio vega.
Elle est juge dans l'émission Nouvelle Ecole : Italie avec Fabri Fibra et Geolier depuis sa première saison en 2024.
Elle est également connue pour sa participation au festival de Sanremo, deux fois consécutives, en 2024 avec CLICK BOOM!, single de son album RADIO SAKURA, terminant à la 23ème place, et en 2025 avec fuorilegge, single de radio vega, terminant en 19ème place.